# Öppna Kanalen
Öppna kanalen är icke-kommersiella lokala TV-kanaler i Sverige, som via kabel-TV sänder i cirka 30 kommuner, däribland Stockholm, Göteborg, Malmö, Gävle, Halmstad, Lund, Västerås, Eskilstuna, Södertälje, Växjö, Skellefteå, Skövde, Norrköping, Jönköping, Uddevalla, Örnsköldsvik och Örebro. Kanalerna är organiserade i Riksförbundet Öppna Kanaler i Sverige (RÖK). Öppna kanalen är byggd efter amerikansk förlaga, det som i USA kallas för public access television, där en stads invånare kan producera och sända sina egna program.
Kanaler klassas som en så kallad must carry-kanal som distribueras fritt via Com Hems och andra kabelnäts grundutbud. Från och med augusti 2010 måste kabelbolagen enligt Radio- och TV-lagen utan kostnad distribuera en öppen kanal kostnadsfritt i såväl det analoga som digitala utbudet. Dessutom måste bredbandsleverantörer, som sänder regelmässig IP-TV också distribuera en öppen kanal (i lagtexten benämnd: "lokal kabelsändarförening").

## Public access efter amerikansk modell
Öppna kanalen är ett slags medborgarnas egen kanal efter amerikansk modell, det som i USA brukar kallas för public access television. På Manhattan i New York har till exempel Manhattan Neighborhood Network blivit omtalat genom sina fyra public access-kanaler på kabel-TV. Tanken är att vem som helst ska få göra ett eget TV-program, vilket naturligtvis påverkar den innehållsliga och tekniska kvalitén. Till exempel en privatperson ska med hjälp av sin hemvideokamera och ett enkelt videoredigeringsprogram på datorn kunna sätta ihop ett eget TV-program, som sedan sänds på den lokala kanalen. Ett slags TV-motsvarighet till det som i Sverige kallas för närradio.
Det svenska versionen av public access är dock föreningsbaserad. Den lokala kanalen drivs av en lokal Öppen kanal–förening på respektive ort. De samverkar i Riksförbundet Öppna Kanaler Sverige. Det som skiljer Öppna Kanalen från andra TV-kanaler är att det i huvudsak sänds program gjorda av medlemsföreningar, vilket borgar för en blandning av program om och för invandrare, religiösa samfund, politiska partier, idrottsföreningar och skolor etc. Programmen görs oftast ideellt eller finansieras genom bidrag. Sändningsavtalet tillåter inte Öppna kanalen att sända reklam. Sponsring är dock tillåten. Programmen behöver inte vara enbart lokalt producerade utan man sänder också program som återutsänds på flera orter i landet till exempel varje vecka året runt programmet Mitt-i-Schack från Stockholm. Några av TV-stationerna sänder även program från utlandet, såsom Democracy Now!, ett nyhetsmagasin direkt från New York.

## Distribution
Öppna kanalen sänder på samtliga orter där medlemsstationer finns via Com Hems basutbud som en så kallad must carry-kanal. På flera orter sänder man även via lokala mindre kabeloperatörer. Öppna Kanalen Växjö med flera kanaler sänder också med streaming över Internet. För att kunna nå samtliga hushåll inom sitt verksamhetsområde har kanalerna också förhoppningar om att även få använda sig av marksänd digital-TV längre fram. Förhoppningen bland de öppna kanalerna är att flera lokala öppna kanaler tillsammans bildar en regional Öppen Kanal. Exempelvis skulle Öppna Kanalen i Malmö och Öppna Kanalen i Lund kunna starta Öppna Kanalen Skåne i det markbundna digitala TV-nätet. Som jämförelse kan nämnas att det 2008 i Norge startades en riksdistribuerad öppen kanal "Frikanalen" i det nya digitala marknätet och i november 2009 startades regionala och nationella öppna kanaler i det danska marknätet. Öppna TV-kanaler sänds nu även via IP-TV (bredbandsnät).

## Program (exempel)
- CMYKTV
- Mitt i Schack produceras av den schackintresserade familjen Krzymowski, och tar upp schacknyheter och schackhistoria. Det sänds i Stockholm, Växjö, Skövde, Norrköping, Uddevalla, Umeå och Malmö och på internet.[1]
- Hamsafar TV är ett persiskspråkigt program, som riktar sig till iransksvenska ungdomar.
- Neon - En talk show som producerades i Örebro med Karin Schill som programledare.
- Herring & Chips - Ett TV-Spel "Let's Play" TV-program som är produceras av Lokal TV-Uddevalla, men sänds i fler RÖK Kanaler, och på YouTube.[2]
- Öppna Dagar - Öppna dagar var ett TV-program som sändes i Öppna Kanalen i Stockholm, leddes av Filip Hammar och Fredrik Wikingsson.[3]